# شلوسك فروتسلاو

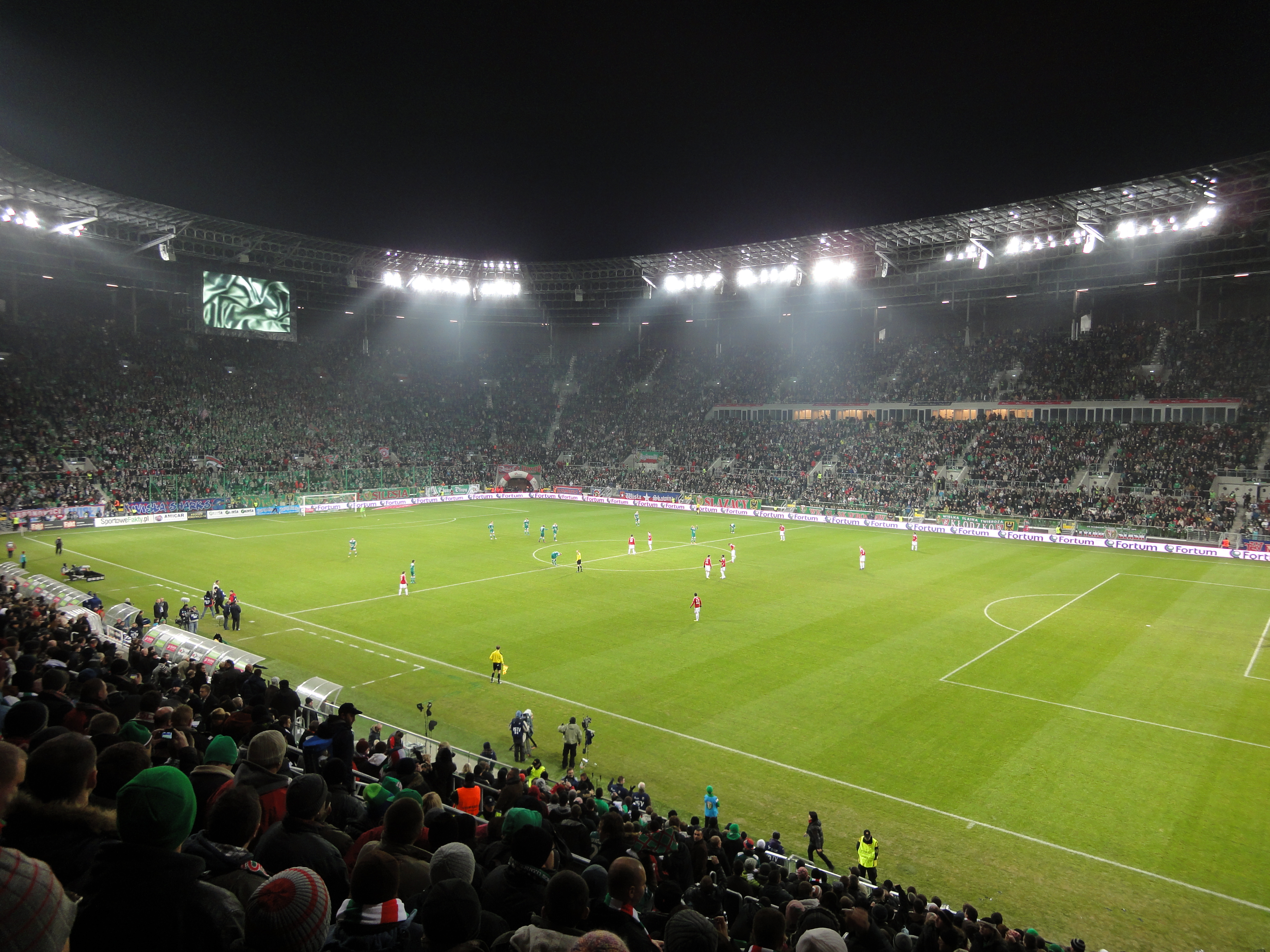

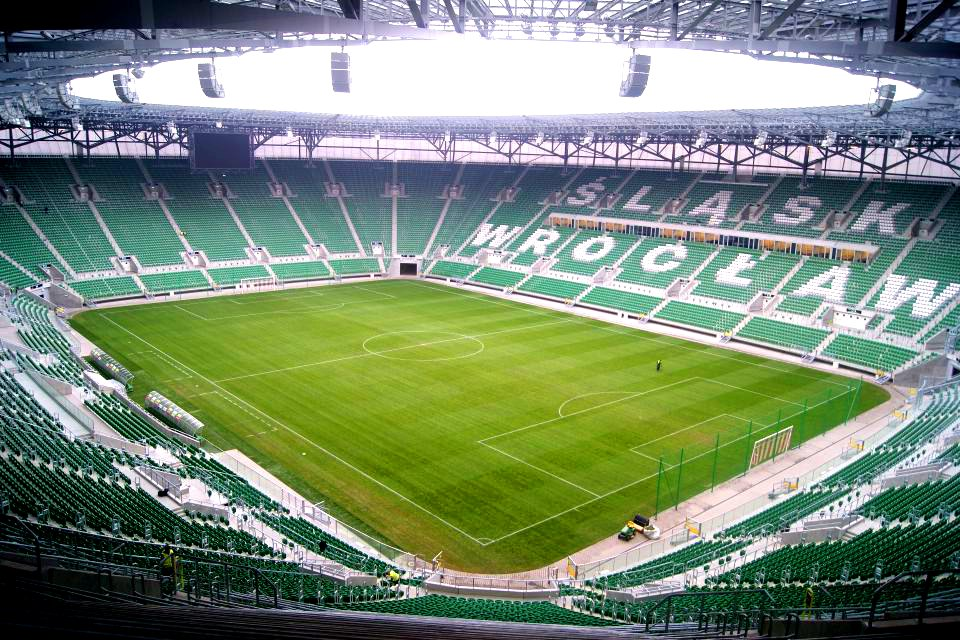
ملعب مييسكي (فروتسواف)

نادي شلاونسك فروتسواف (بالبولندية: Śląsk Wrocław) هو نادي كرة قدم بولندي مقره في مدينة فروتسلاو. يخوض الفريق مبارياته البيتية على ملعب ميجسكي. سبق له أن فاز مرتين بلقب الدوري البولندي الممتاز آخرها كانت في موسم 2011–12. تأسس النادي في سنة 1947.

## وصلات خارجية
- الموقع الرسمي